# Sussargues
Sussargues är en kommun i departementet Hérault i regionen Occitanien i södra Frankrike. Kommunen ligger i kantonen Castries som tillhör arrondissementet Montpellier. År 2022 hade Sussargues 2 817 invånare.

## Befolkningsutveckling
Antalet invånare i kommunen Sussargues
Referens:INSEE